# Lepidotrigla robinsi
Lepidotrigla robinsi är en fiskart som beskrevs av Richards, 1997. Lepidotrigla robinsi ingår i släktet Lepidotrigla och familjen knotfiskar. Inga underarter finns listade i Catalogue of Life.